# Kamohelo Mahlatsi
Kamohelo Mahlatsi est un footballeur international sud-africain né le 23 août 1998 à Sebokeng. Il joue au poste de milieu offensif à Chippa United FC.

## Biographie

### En club
Formé à Supersport United, il est prêté en janvier 2018 à l'Ubuntu Cape Town jusqu'à la fin de la saison. Il y marque deux buts en onze apparitions. À son retour à Supersport United, il joue neuf matchs avant d'être prêté de nouveau à l'University of Pretoria, avec lequel il marque dix buts en 27 matchs.
Le 6 octobre 2020, il rejoint le Moroka Swallows.

### En sélection
Avec les moins de 23 ans, il participe à la Coupe d'Afrique des moins de 23 ans en 2019. Lors de cette compétition organisée en Égypte, il joue cinq matchs. Il se met en évidence en marquant un but lors de la "petite finale" remportée contre le Ghana, après une séance de tirs au but.
Avec la sélection olympique, il participe aux Jeux olympiques d'été de 2020, organisés lors de l'été 2021 à Tokyo. Lors du tournoi olympique, il joue deux matchs, avec pour résultats deux défaites.
Il reçoit sa première sélection en équipe d'Afrique du Sud le 2 juin 2019, contre le Botswana. Ce match rentre dans le cadre de la Coupe COSAFA 2019.